# Nóve szlovenszke szenszke knige
Nóve szlovenszke szenszke knige (Nova slovenska/prekmurska sanjska knjiga) je prva in edina prekmurska knjiga za razlaganje sanj, ki so jo leta 1909 prevedli iz nemškega jezika. 
Avtor je najverjetneje Jožef Pustaj, saj je jezik zelo podoben Pustajevemu jeziku in jeziku Béle Wellischa. Obe deli je Pustaj izdal v Monoštru, kjer je že prej izdal več del in Dober pajdás kalendarium.
V naslovu avtor takoj imenuje svoj vir vönabráne z edni nemski knig. 1925 je madžarski književnik Gyula Krúdy napisal roman in sanjsko knjigo Álmoskönyv. Krúdy je uporabil predvsem madžarske vire, skupaj z nekaj nemškimi viri, kot je Justinus Kerner, pesnik in zdravnik iz Baden-Württemberga iz 18. stoletja. Nekaj razlag sanj je istovetno z razlago Pustaijeve sanjske knjige.
Burgonya: Általában kemény munka jegye (Krompir: v glavnem javi žmetno delo.)

Krumpise, vnogo delo.
Ohranjen je en izvod v Pokrajinski in študijski knjižnici Murska Sobota, vendar je je zelo slabe kakovosti in mu manjka nekaj strani.